# Kiuas
I Kiuas sono un gruppo power metal finlandese formatosi nel 2000 ad Espoo. I loro testi trattano principalmente di mitologia finlandese e delle sue divinità.

## Formazione
- Ilja Jalkanen - voce
- Mikko Salovaara - chitarra
- Atte Tanskanen - tastiere
- Teemu Tuominen - basso
- Markku Näreneva - batteria

## Discografia

### Demo
- The Discipline of Steel - 2002
- Born Under the Northern Lights - 2003

### EP
- Winter in June - 2004
- Kiuas War Anthems - 2008
- Sailing Ships - 2009

### Album in studio
- The Spirit of Ukko - 2005
- Reformation - 2006
- The New Dark Age - 2008
- Lustdriven - 2010